# Mosaïque du cirque de Carthage
Vous lisez un « article de qualité » labellisé en 2022.
La mosaïque du cirque de Carthage est une mosaïque romaine datée du IIe ou du IIIe siècle et découverte sur le site archéologique de Carthage, dans l'actuelle Tunisie, dans le premier quart du XXe siècle.
Le contexte archéologique de la trouvaille est très mal connu, les archéologues se concentrant alors sur l'objet découvert, et on ne sait pas grand chose de l'édifice qui la contenait, même s'il est permis de penser qu'il peut s'agir d'une domus vu sa situation non loin d'un secteur résidentiel mis en valeur de nos jours au sein d'un parc archéologique.
L'œuvre figure à la fois un cirque vu de l'extérieur et le spectacle qui se déroule à l'intérieur, offrant une double perspective de l'édifice et une représentation unique dans l'art de la mosaïque antique. Le mosaïste a représenté l'édifice et les personnages de manière déformée mais en accord avec les critères esthétiques de son temps. La scène figure une course de cirque qui se termine, un instantané du moment de la victoire de l'équipe des Bleus.
La mosaïque, déposée aussitôt après sa découverte au musée national du Bardo, est considérée par la plupart des spécialistes comme une représentation du cirque de la ville qui n'a laissé que de faibles traces sur le site archéologique. Cet édifice de la capitale de la province d'Afrique a fait l'objet de fouilles partielles au cours du XXe siècle et la mosaïque permet de se représenter l'édifice selon des critères de vraisemblance, en particulier l'étude exhaustive de la manière dont ont été figurés certains de ses éléments comme la spina, permettant de rattacher l'édifice à une série présente dans d'autres villes d'Afrique romaine disposant du même type d'édifice de spectacles.

## Histoire et localisation
La mosaïque fait partie des pièces importantes exposées au musée national du Bardo, situé dans la banlieue de Tunis, dans la thématique de présentation des jeux du cirque.

### Histoire antique

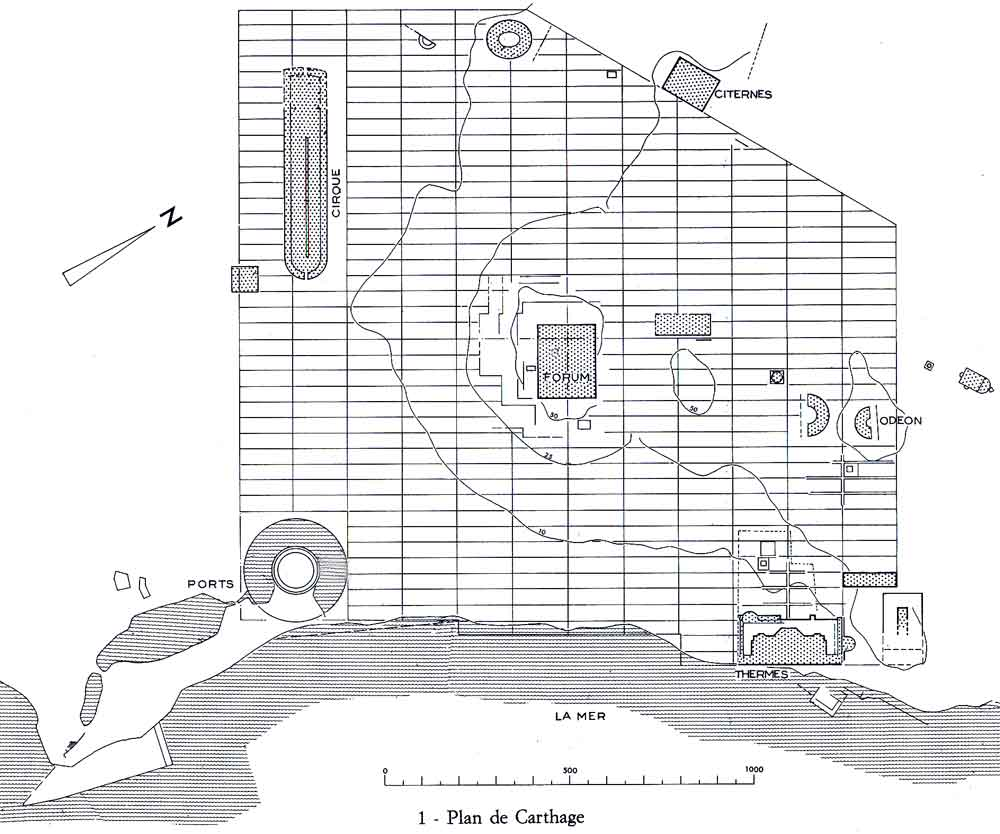
Plan de la Carthage romaine, la zone de la découverte est située à droite, entre le secteur des thermes d'Antonin et celui des deux édifices de spectacle, le théâtre et l'odéon.

L'œuvre date « au plus tôt » du IIe siècle selon Jean-Claude Golvin et Fabricia Fauquet, de la fin du IIe ou du début du IIIe siècle selon Hédi Slim, ou encore du IIIe siècle selon Aïcha Ben Abed,. Les représentations des édifices de spectacles dans les mosaïques des cités de province étaient sans doute inspirées des édifices présents à proximité. La mosaïque est l'œuvre d'artistes locaux selon Mohamed Yacoub.
Le contexte archéologique est mal connu, car la salle est alors « mal déblayée ». La mosaïque était située dans une petite pièce interprétée comme le vestibule, au sein d'un édifice dont la fonction n'est pas précisée même s'il est probable qu'elle appartienne à une domus, située dans le secteur d'un quartier d'habitation dont une partie est de nos jours conservée dans le parc archéologique des villas romaines.

### Redécouverte

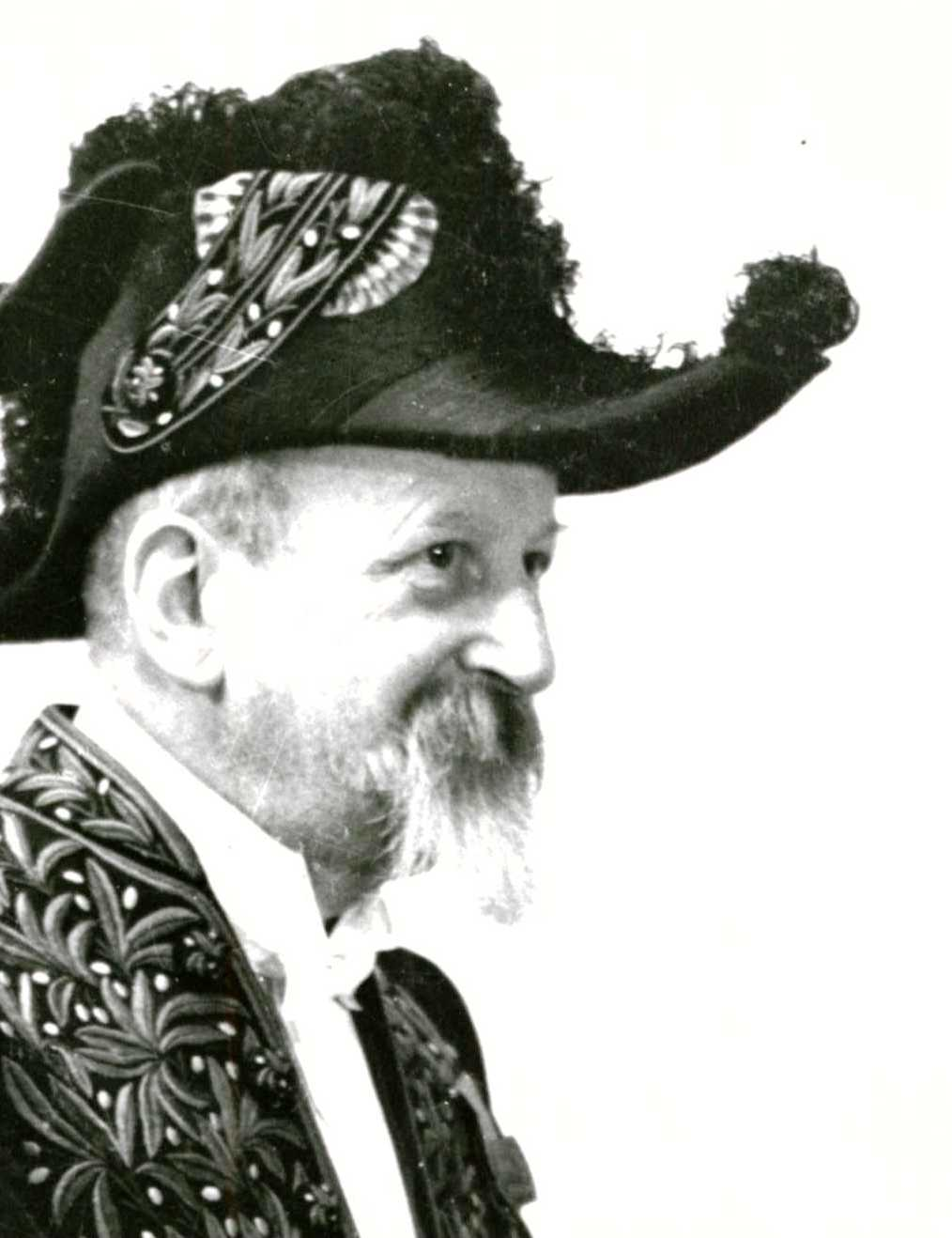
Photographie représentant Alfred Merlin, artisan du dépôt de la mosaïque au musée national du Bardo, en habit d'académicien en 1937, une vingtaine d'années après la découverte de la mosaïque du cirque.

La mosaïque est retrouvée sur la colline de l'odéon, à une centaine de mètres du théâtre et de l'odéon, en mars 1915, « au bas du terrain de Dahr-Morali ». À la suite de l'intervention d'Alfred Merlin, elle intègre aussitôt les collections du musée du Bardo. La publication de la mosaïque en 1916 ne donne aucune autre précision sur son contexte de découverte.
La représentation est identifiée comme étant celle d'un édifice à la fois amphithéâtre et cirque dans les années 1980 et cette thèse est par la suite reprise par certains spécialistes dont John H. Humphrey. Elle est toutefois rejetée par plusieurs spécialistes des jeux du cirque et des édifices de spectacles parmi lesquels Mohamed Yacoub et Jean-Claude Golvin, aucun édifice de cette forme combinée n'étant attesté dans l'Empire romain. Des combats sont en effet attestés dans des cirques, mais les amphithéâtres n'ont pu servir de cadre à des courses, « l'arène d'un amphithéâtre [étant] ridiculement petite pour que l'on ait pu envisager d'y organiser des courses, même réduites ».

## Description
La mosaïque figure le bâtiment du cirque et également ce qui se passe sur la piste.

### Composition
La mosaïque, qui mesure 2,70 m sur 2,25 m, est constituée de tesselles de marbre et de verre, les plus petites étant en verre. La bordure est large de 0,20 m.
L'artiste utilise une perspective permettant de montrer trois faces de l'édifice. Il figure un semblant de l'ombre de l'édifice et également des personnages et des quadriges présents sur la piste, l'ombre venant de la gauche de l'édifice. La perspective utilisée, « conventionnelle à plusieurs points de vue », est aérienne et oblique : c'est le point de vue des spectateurs qui est adopté pour la vision de l'intérieur de l'édifice.
Sa composition semble dictée par le plan et la fonction de la pièce où a été retrouvée l'œuvre, et la présence de deux portes, l'une au sud qui permettait d'accéder à l'édifice et l'autre à l'ouest,. Il s'agissait pour l'artiste d'« [accompagner] [...] le mouvement tournant que l'on effectuait obligatoirement en traversant la pièce » entre les deux portes sud et ouest, les courbes étant destinées à l'accentuer.

### Description de l'édifice extérieur
Le cirque de Carthage est orienté nord-ouest sud-est et, selon Léopold-Albert Constans, « le moment choisi par l'artiste correspond aux premières heures de l'après-midi ».

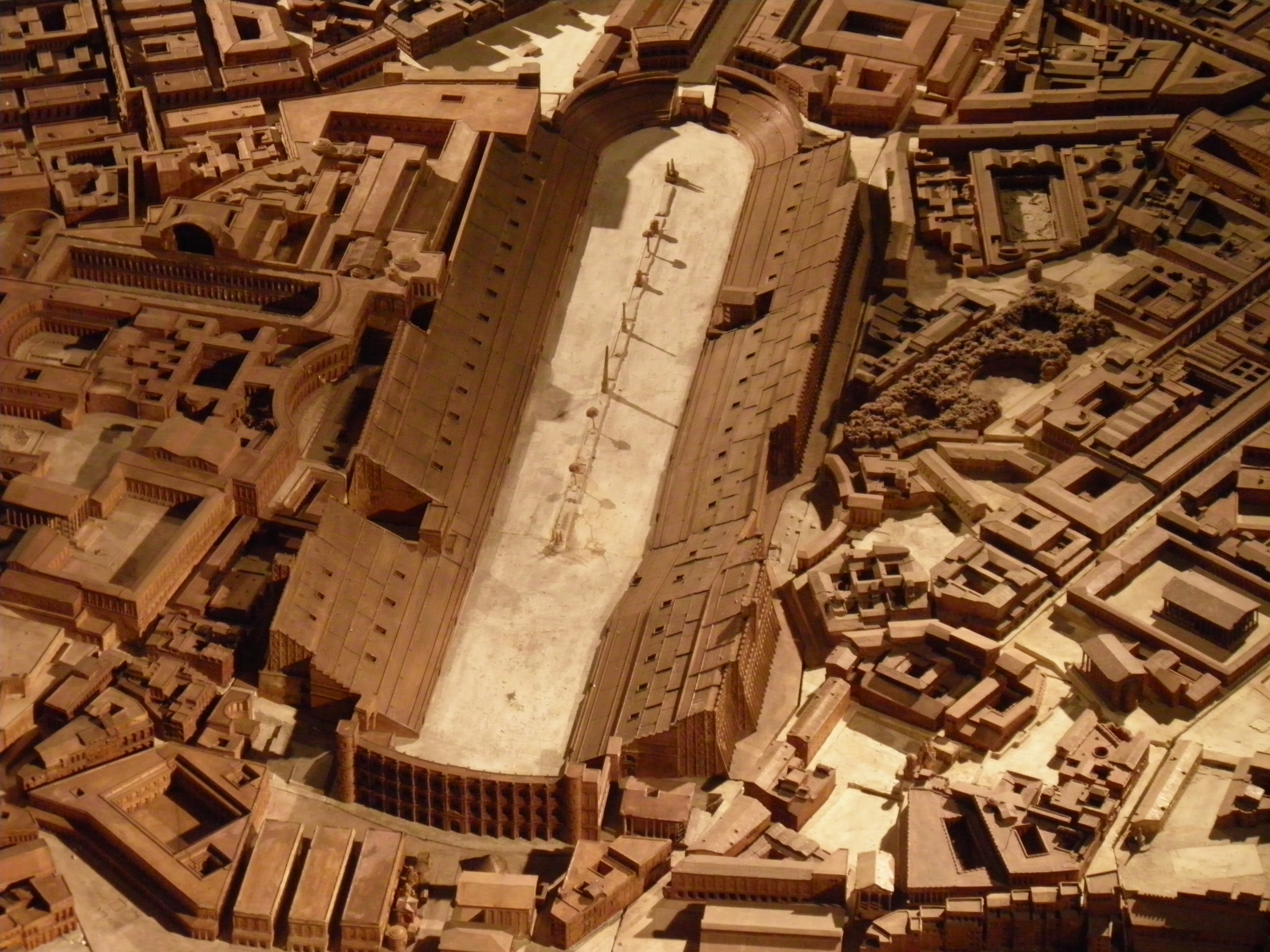
Circus Maximus sur le plan de Rome de Paul Bigot, conservé au sein de l'université de Caen.

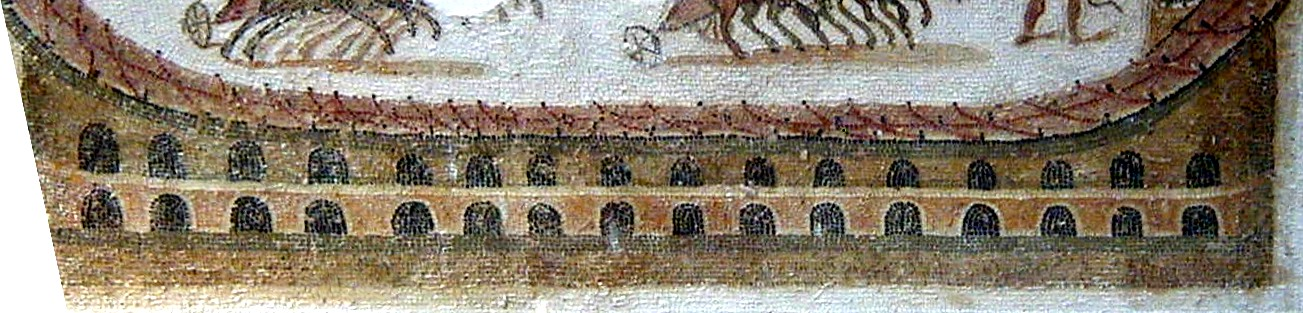
Vue de la représentation de l'extérieur de l'édifice, avec ses deux niveaux d'arcades.

Le bâtiment, massif, possède deux étages, de galeries à arcades et un attique, 32 ouvertures voûtées et deux tours vues de face. La toiture du dernier étage est également représentée selon Fabricia Fauquet.
Selon certains spécialistes, dont Léopold-Albert Constans et Mohamed Yacoub, sur trois des côtés est représenté un velum destiné à protéger les spectateurs du soleil ou des intempéries, le dernier côté n'étant pas présenté, soit parce que cette façade était orientée de sorte à ne pas en avoir besoin, soit du fait d'un choix artistique destiné à montrer les gradins de l'édifice de spectacles. Seuls les spectateurs sont protégés et non la piste. Le système de fixation du velum est également représenté : il comporte des cordes transversales avec une séparation horizontale. Le mosaïste aurait représenté les détails du système de fixation selon Léopold-Albert Constans, des anneaux étant reliés à des poulies et des mâts situés dans les parties hautes de l'édifice. Les travaux de recherche les plus récents, comme ceux de Fabricia Fauquet et Jean-Claude Golvin, réfutent l'existence d'un tel velum du fait de l'absence d'anneaux permettant d'accrocher une telle installation sur un équipement dont la piste serait trop large,. Le toit des carceres aurait été en tuiles, ainsi que celui de la cavea, de couleur rose et rouge.
Au bas du côté dont on voit les gradins, l'artiste a figuré les sept vomitoires. Ces vomitoires sont destinés à mener les spectateurs vers leurs places. De manière anormale, l'artiste n'a pas figuré de spectateurs dans cette partie de l'édifice.

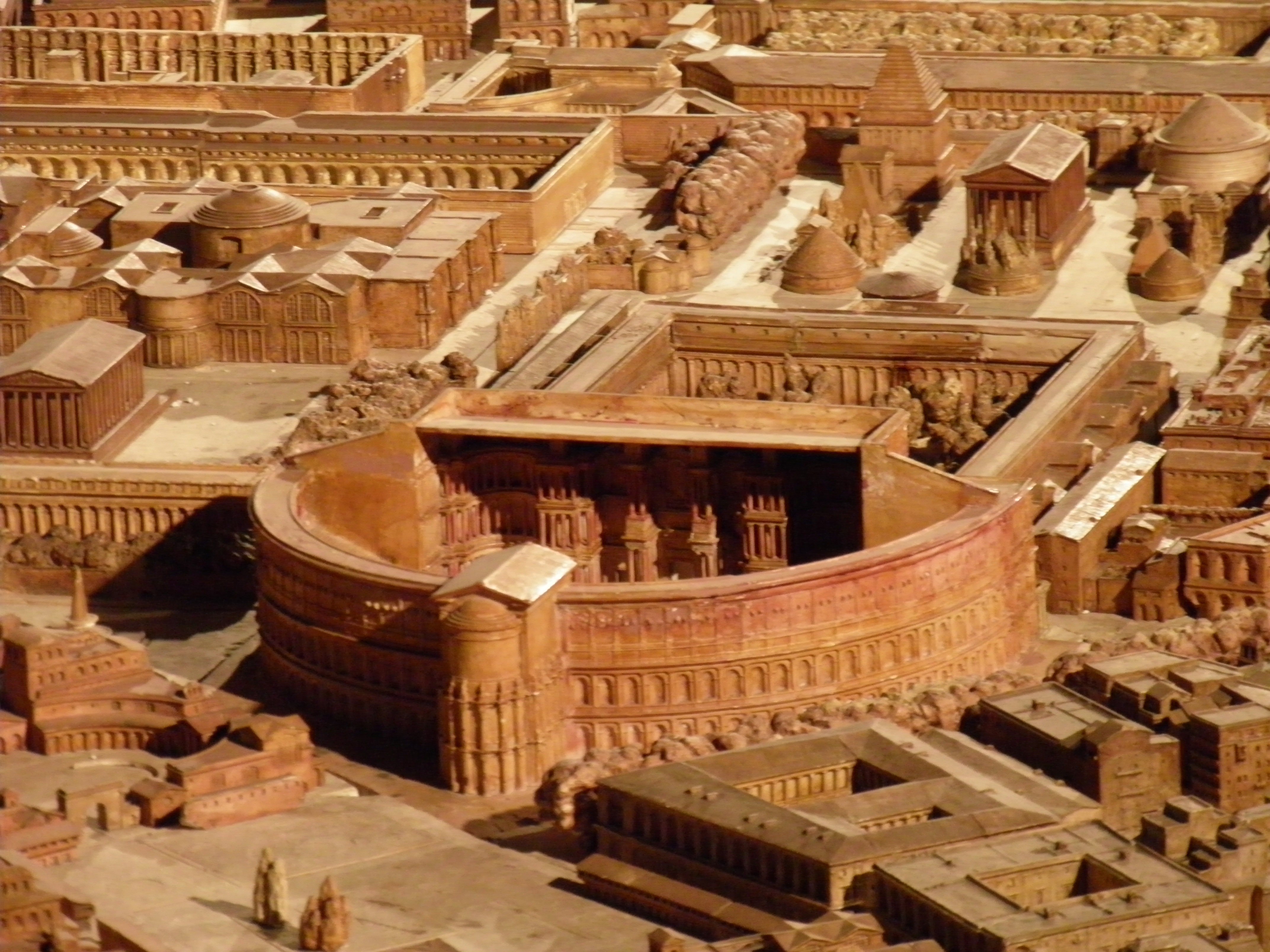
Vue du complexe du théâtre de Pompée dans son quartier sur le plan de Rome de l'université de Caen, avec l'arrière du temple de Vénus Victrix.

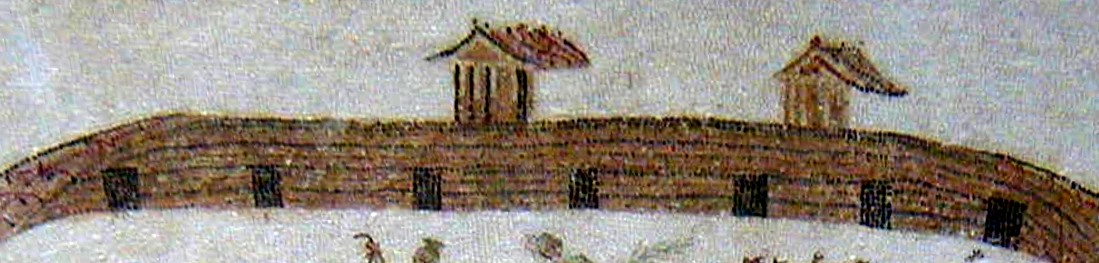
Vue des structures qui surplombent la cavea.

Les deux édifices qui surmontent la cavea étant tétrastyles et à fronton, Léopold-Albert Constans les identifie à des temples. Les édifices cultuels sont présents dans les édifices de spectacles, ainsi le Circus Maximus en est pourvu, tout comme le Circus Flaminius et le théâtre de Pompée. Selon Mohamed Yacoub, ces édicules sont peut-être des loges destinées aux arbitres ou des temples, les spécialistes étant partagés sur le sujet. L'un des édifices serait le pulvinar et l'autre édifice serait un temple « dédié à une divinité majeure du cirque » selon Jean-Claude Golvin, soit Sol. L'editoris tribunal ne serait pas représenté.

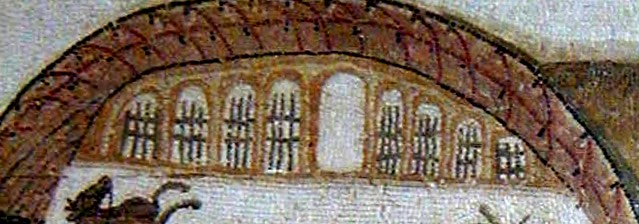
Vue des carceres et de la porte d'accès centrale.

Huit carceres sont également présents au nord-ouest de l'édifice, divisés en deux parties : les carceres sont fermés par des barrières, portes à claire-voie, et un large passage sépare les deux ensembles. À l'opposé de l'édifice se trouve une porte triomphale,. La mosaïque représente la porta pompæ grande ouverte et d'une taille supérieure aux carceres. Les spécialistes actuels de l'édifice y placent douze carceres et une porta pompæ similaire à celle du cirque de Maxence,. La mosaïque ne représente pas de tours, appelées oppida, alors que de telles installations sont identifiées sur certains cirques comme celui de Maxence mais pas attestées avant le IVe siècle,. De même, la représentation ne comprend pas de loge secondaire bâtie au-dessus des carceres.

### Description de la piste et du spectacle
La représentation de la spina est seulement conservée en partie sur la droite et sépare en deux l'espace représentant le spectacle. Par symétrie, Jean-Claude Golvin et Fabricia Fauquet ont pu proposer une restitution de la représentation de cette partie perdue de la mosaïque.

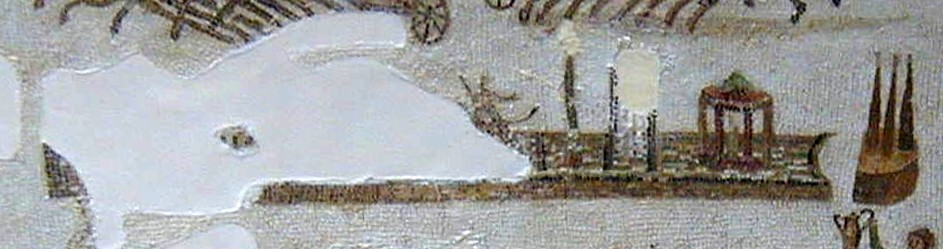
Vue de la spina sur la mosaïque avec la moitié conservée.

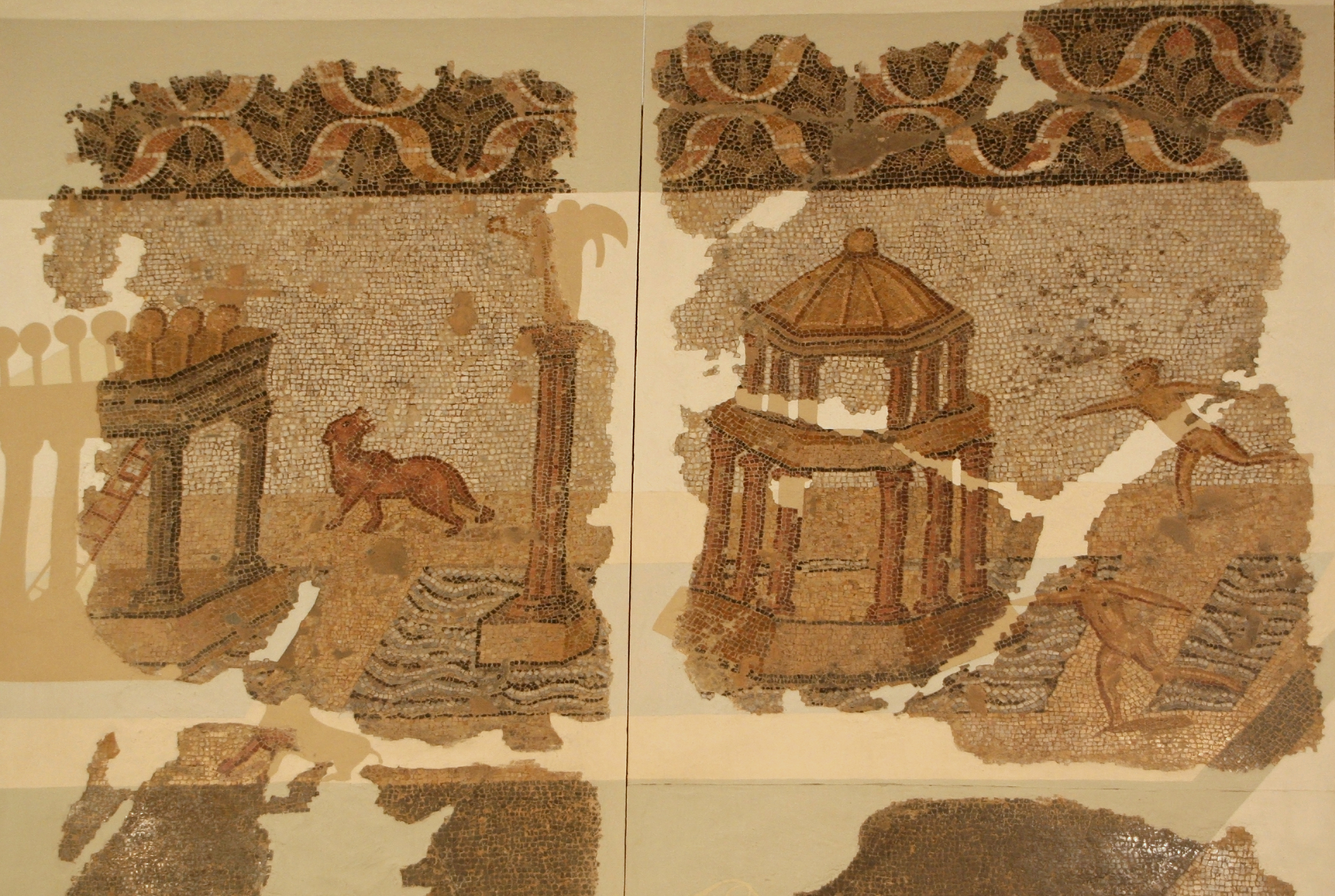
Détail de la mosaïque du cirque du musée archéologique de Barcelone, avec l'édicule et le système de comptage des tours.

Sur la piste se détache la spina centrale, terminée en demi-cercle, et une borne constituée de trois cônes, la meta secunda, placée sur un soubassement,. Au milieu de la spina se trouve, non un obélisque comme à Rome mais une statue identifiée à Cybèle assise sur un lion, même si elle est perdue partiellement ; cette divinité préside en effet aux courses de chars. Alors que subsistent des traces de sa couronne, elle tient un sceptre dans un bras et l'autre est tendu, peut-être en direction du terme de la course. La mosaïque de Piazza Armerina, tout comme celle de Barcelone, évoquent la présence d'un obélisque et d'une statue de Cybèle pour le Circus Maximus. La mosaïque de la villa du taureau à Silin en Tripolitaine montre seulement une représentation de Cybèle sur un lion et évoque un « cirque africain », peut-être celui de Leptis Magna, où des vestiges d'un soubassement ayant pu appartenir à une statue monumentale d'une statue avec un lion ont été retrouvés. La statue de Cybèle est au milieu de la spina sur la mosaïque, ce qui témoigne pour la divinité d'« une importance de premier plan en Afrique ».
Sur la spina on trouve également des bassins. Le podium de la spina possède une forme concave à son extrémité. La meta prima était située dans la lacune présente sur l'œuvre. Outre les éléments assurés, la spina comportait un temple rond et « un ou deux éléments », peut-être une chapelle et une colonne monumentale,. La spina était pourvue d'un riche décor de statues.
Une colonne est munie d'une statue de Victoire disparue. Deux autres colonnes portent une architrave portant le système de comptage de tours composé de sept dauphins. En parallèle, dans la lacune de la mosaïque, devait être présente une architrave portant sept œufs. Après les colonnes se trouve un édicule hexagonal appelé fala par Constans,. Le système de compte-tours, « monument aux dauphins », était en forme de potence comme sur la mosaïque de Silin. Les éléments figurés sur la mosaïque sont également présents sur « l'iconographie du Circus Maximus » mais une lacune empêche de confirmer la présence d'un obélisque. L'édifice comprenait peut-être des « édicules aux œufs » compris dans la lacune de la mosaïque et attestés sur la mosaïque de Silin, celle de Lyon ou les vestiges de la spina de Mérida.

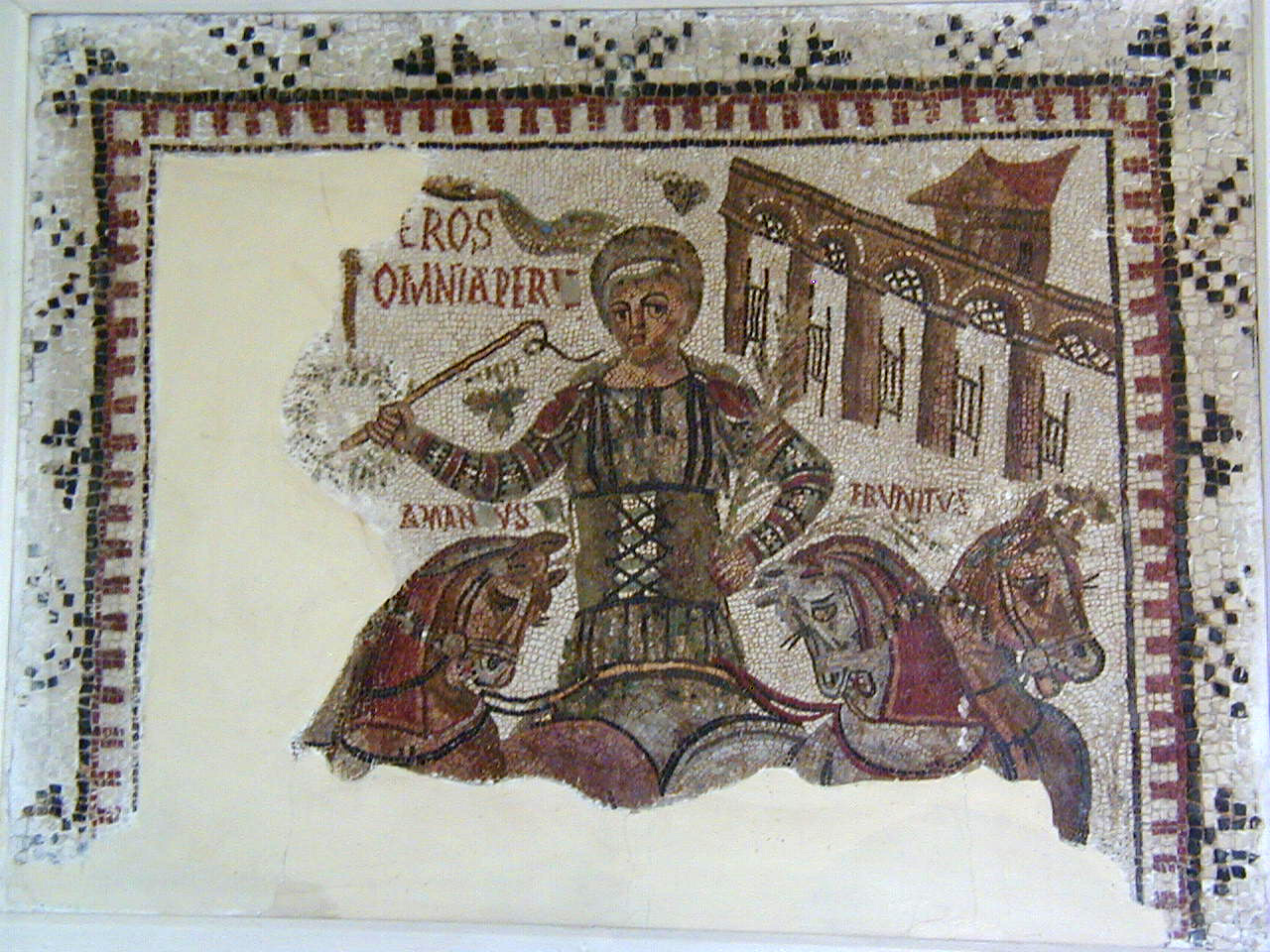
Quadrige vainqueur représenté sur la mosaïque d'aurige vainqueur de Dougga, datée du IVe siècle et conservée dans le même musée que celle du cirque de Carthage.

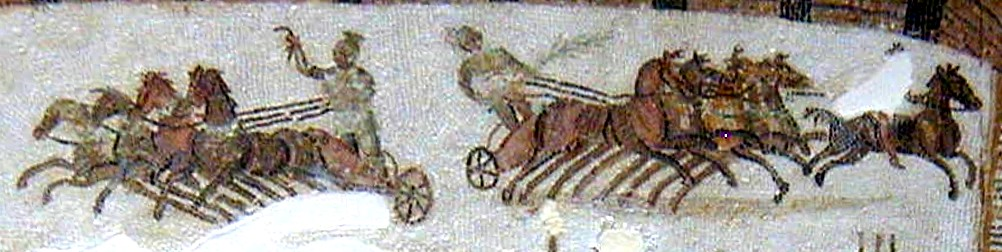
Vue de deux quadriges dont l'un est pourvu d'un rameau de laurier et l'autre va dans une direction contraire.

Autour de la borne courent quatre quadriges, dont l'un va dans le sens opposé aux autres,. Trois quadriges vont de droite à gauche, et l'un d'entre eux est en train de s'arrêter. Le quadrige qui a terminé les sept tours est vainqueur : il porte une palme et a les rênes autour de la taille. Les auriges portent un casque à cimier et les chevaux harnachés sont munis d'un panache de plumes.
Quand la creta, ligne d'arrivée sur laquelle se tenaient des arbitres, était franchie, le vainqueur se devait de faire un demi-tour pour se voir remettre la palme par un magistrat et s'apprêter à parader devant les gradins ; il devait ensuite rentrer aux carceres, à gauche de la porte d'entrée : l'aurige de la mosaïque se tient en arrière pour freiner ses chevaux et il s'apprête à contourner la meta secunda. Un cavalier est présent devant le quadrige vainqueur : c'est le jubilator ou hortator (ou selon Mohamed Yacoub le propulsor) qui est chargé d'encourager le vainqueur.

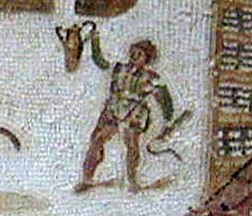
Vue d'un personnage tenant une amphore et un fouet.

Le quadrige arrivé en deuxième position est en train de s'arrêter, « le corps fortement penché vers l'arrière » et de rejoindre les carceres mais doit s'arrêter, invité par un personnage qui tient dans ses mains une amphore et un fouet, un « fonctionnaire de piste », le morator ludi selon Léopold-Albert Constans ou un sparsor selon Mohamed Yacoub : ce personnage arrête le quadrige en arrosant les essieux du char et donne des soins aux équidés ainsi que de l'eau servant à rafraîchir leurs naseaux. À l'opposé sur la piste, un autre morator (ou sparsor), conservé partiellement, arrête un quadrige dont le conducteur lève le bras en guise d'acceptation de la défaite. L'intervention est normale, « l'issue de la course étant déjà connue ». Le troisième quadrige semble fouetter ses chevaux, espérant gagner une place.
| Rang d'arrivée  | Couleur de l'équipe    |
| --------------- | ---------------------- |
| 1er (vainqueur) | Bleus                  |
| 2               | Blancs (par déduction) |
| 3               | Rouges                 |
| 4               | Verts                  |

## Interprétation

### Représentation déformée de la réalité
Les « erreurs, anomalies ou bizarreries » constatées sur les représentations antiques d'édifices sont liées à un problème d'interprétation. La mosaïque représente la réalité mais de façon déformée, en particulier l'« aspect tassé de l'attique » et sans respect des proportions, selon une habitude dans les représentations antiques. L'attique était en effet élevé dans la réalité, selon les observations effectuées lors des fouilles archéologiques réalisées, en dépit de leur caractère partiel. La représentation des carceres est également inexacte avec un nombre réduit par rapport à la réalité : cela correspond à l'habitude de « réduction des séries » souvent constatée. Huit carceres auraient été insuffisantes pour occuper la largeur de l'édifice. Les carceres identifiées lors des fouilles possédaient une largeur de 5,50 m à 6 m et formaient un arc de cercle, un espace d'environ 7 m restant disponible pour la porta pompæ. De la même façon, le mosaïste représente une faible partie des travées de l'édifice de spectacle : seules seize figurent en effet sur l'œuvre, chiffre sans rapport avec leur effectif réel. Le mosaïste souhaite ainsi donner uniquement « les caractéristiques essentielles » de l'édifice. Les travées étaient également moins larges que celles représentées.

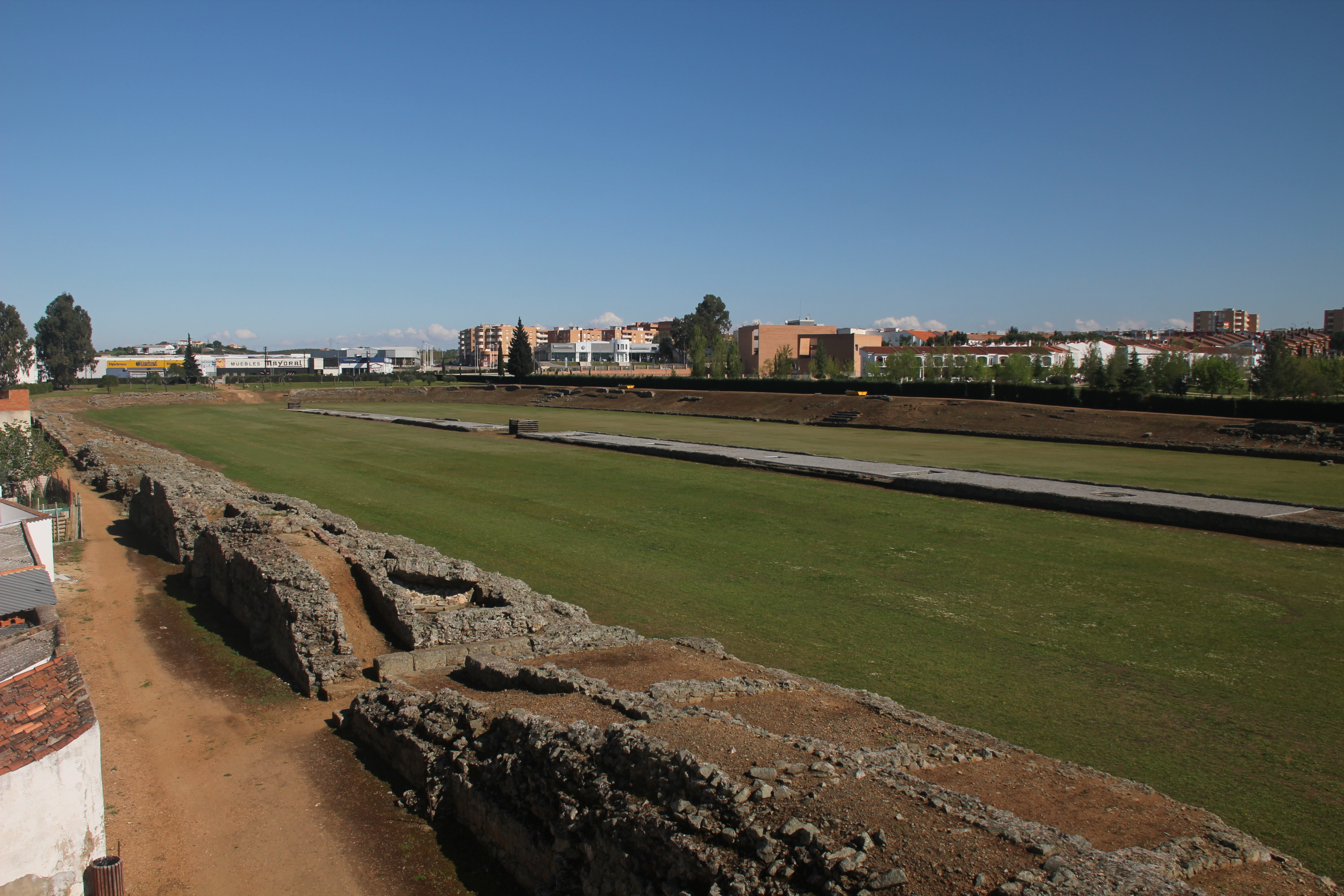
Vue générale du cirque de Mérida.

La représentation arrondie des extrémités de l'édifice est peut-être liée à un état primitif de l'édifice de spectacles comme à Mérida, avant une reconstruction des carceres au IIIe ou au IVe siècle. Le plan de l'édifice comporte un côté courbe et les carceres en arc de cercle du côté opposé.
Le mosaïste a peut-être simplifié la représentation, donnant « une image simplifiée du cirque », omettant la loge secondaire présente sur des mosaïques africaines comme à Dougga et l'arc de triomphe habituellement présent sur la piste. On a donc une « simplification volontaire de l'image ». La simplification peut être liée à une problématique technique, les tesselles ne permettant pas de figurer tous les détails, comme les séparations des metæ de la spina attestées archéologiquement ailleurs mais présentées comme scindées sur la mosaïque de Carthage. Le nombre d'édicules présents sur la spina de la mosaïque, après restitution des lacunes, semble réaliste en dépit du principe de simplification, quatre édicules étant présents sur un effectif de cinq à six éléments sur l'édifice réel. Le cirque devait également comporter un grand nombre de statues non représentées sur la mosaïque.
Les proportions du cirque ne sont pas respectées, « comme c'est toujours le cas dans les images antiques ». Le cirque est représenté sept fois trop court ou la piste trop large. Le mosaïste obéit aux règles des représentations antiques du « tassement en hauteur » ou « compression en largeur ». Les deux édicules situés au-dessus de la cavea sont placés du même côté alors que ces édifices étaient face à face à Rome ; les figurer de la sorte correspondrait à l'application de la règle de figuration de « rabattement vers l'observateur »,. La déformation permet de laisser de la place à la représentation des personnages et des scènes avec les chars, appliquant une règle de représentation plus grande des êtres vivants que des « choses inertes ».
En dépit de ces éléments, le parti pris du mosaïste est « adéquat et astucieux » du point de vue de Fabricia Fauquet. Le résultat est une « image expressive » où les déformations sont au service de l'expression de ses idées.

### Représentation ancienne des courses de char à finalité commémorative
Les représentations de chevaux de course sont nombreuses sur les mosaïques de l'actuelle Tunisie : les animaux sont souvent nommés, ce nom étant lié à des qualités ou en relation avec les dieux.

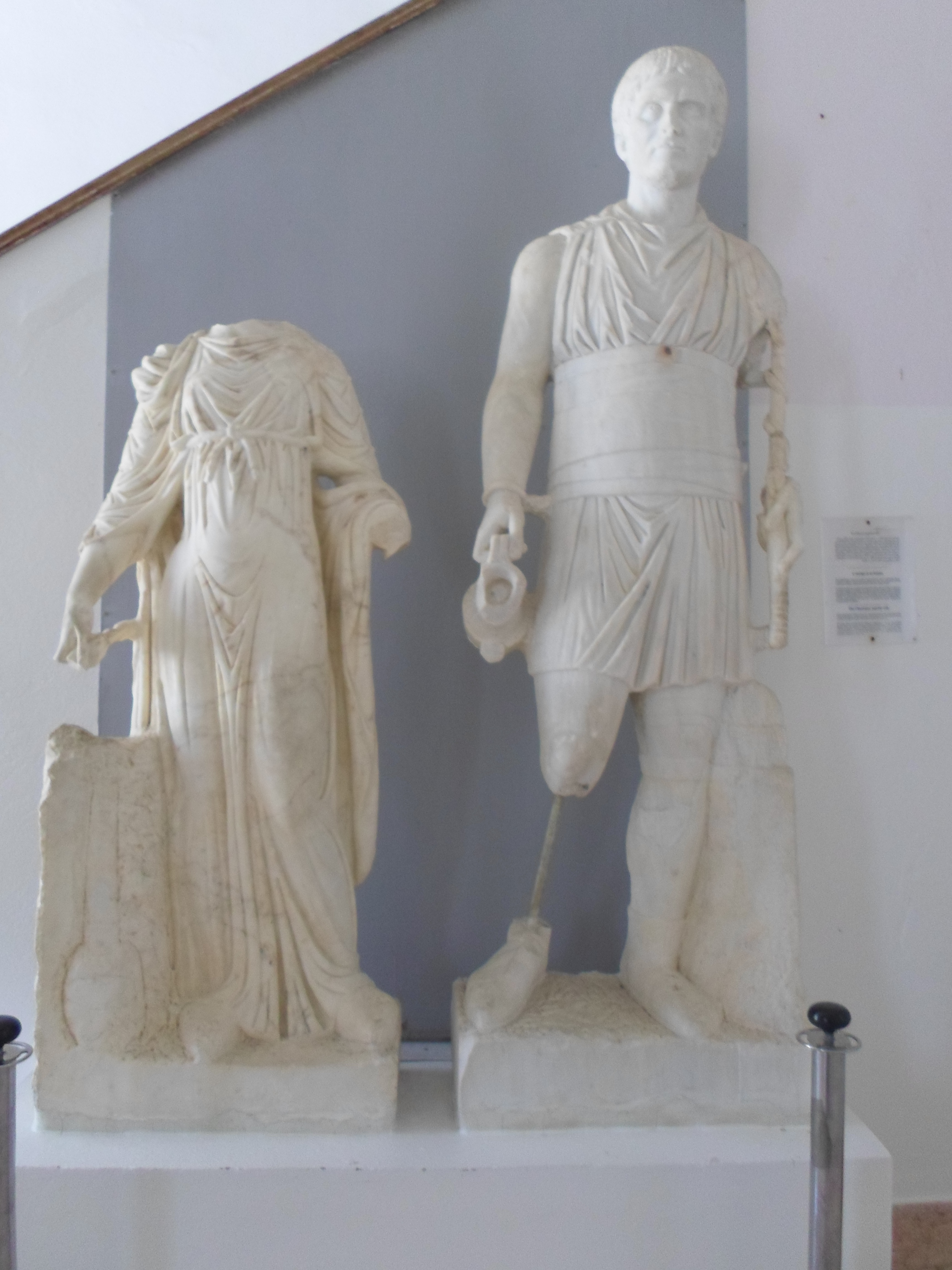
Groupe de deux statues au musée national de Carthage, dont la statue de cocher en marbre.

Les représentations du Grand Cirque sont présentes en Italie sur divers supports, terres cuites, sarcophages et monnaies en particulier, avant d'être transposées en Afrique dans la mosaïque au IIe siècle. L'œuvre de Carthage est la seule à proposer à la fois une vision de l'édifice et du spectacle, l'artiste éprouvant le « désir de tout montrer ».
La datation a été considérée par Léopold-Albert Constans comme non antérieure au IIIe siècle mais cette datation n'est pas assurée et discutée par les spécialistes à la suite de cette première étude. Domitien a fait passer l'effectif des carceres au Circus Maximus de huit à douze mais ce changement ne peut pas être généralisé avec certitude. Cette œuvre est « la plus ancienne représentation de scène de cirque sur mosaïque en Tunisie » connue à ce jour, avec le pavement mosaïqué dégagé à Silin en Tripolitaine.
La mosaïque de Carthage a une finalité commémorative, même si ne figurent pas sur l'œuvre de noms de chevaux ou d'auriges et si les quadriges sont représentés de façon classique : l'œuvre désire conserver le souvenir de l'évergétisme d'un magistrat ayant offert un spectacle, de manière semblable à d'autres mosaïques commémoratives de jeux d'amphithéâtres, comme la mosaïque de Magerius. Les compétitions qui avaient lieu dans le cirque coûtaient très cher. Parmi ces compétitions se trouvaient des venationes ayant lieu dans les amphithéâtres et les cirques. Une nécropole est située à proximité de l'édifice et a livré une statue de cocher en marbre conservée au musée national de Carthage.

### Représentation probable d'un édifice disparu et d'une tradition artistique portée vers le réalisme

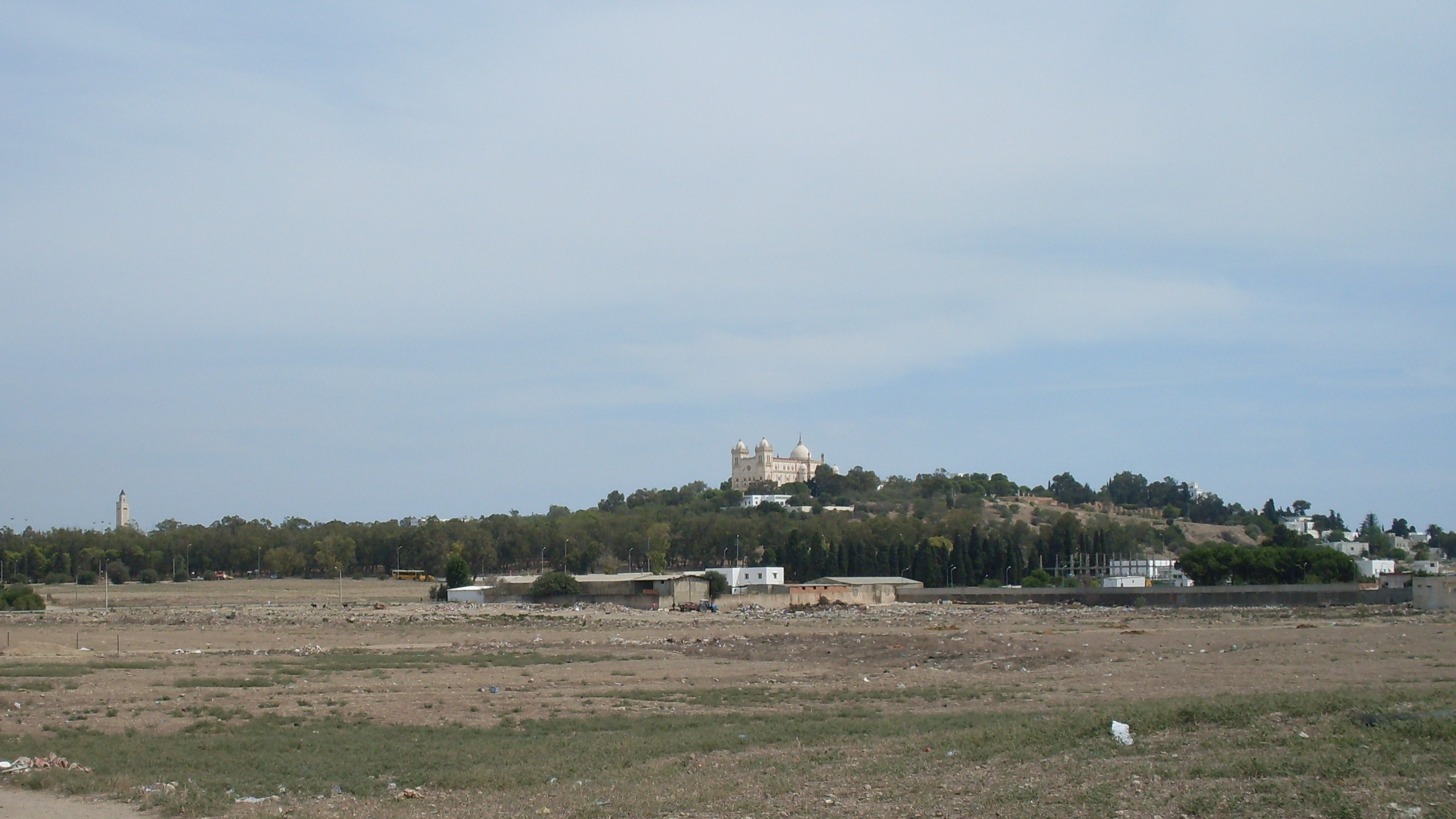
Emplacement du cirque de Carthage en 2010, avec au fond la vue sur l'ancienne cathédrale Saint-Louis de Carthage.

La mosaïque représente sans doute le cirque de Carthage, du fait des résultats des fouilles archéologiques et de l'étude de ce type d'édifice de spectacle qui permettent une interprétation cohérente. Le cirque de Carthage est en effet présent sous les yeux des mosaïstes,. Les mosaïques en province représentent des cirques locaux,.
Le cirque, construit au milieu du IIe ou fin Ier-début IIe siècle, a totalement disparu au début du XXe siècle. Cet édifice est fouillé de manière très partielle et ses vestiges sont très mal conservés. Ceux découverts lors des fouilles sont datés de l'époque antonine, même si l'édifice est agrandi sous les Sévères, avant d'être réparé à l'époque théodosienne. En effet, après son abandon au Ve siècle, l'édifice sert de carrière de pierres pendant des siècles et son emplacement est classé monument historique le 1er mars 1905. Le site est fouillé de manière partielle dans les années 1980 dans le cadre de la campagne internationale de l'Unesco. Le lieu reste menacé par « une urbanisation sauvage » au début du XXIe siècle.
Les études menées font apparaître l'édifice comme le troisième cirque de l'Empire romain par sa taille, après le Circus Maximus et le cirque d'Antioche, avec une longueur de piste de 496 m et une largeur de 77 m à 78 m et des dimensions de l'édifice de 580 m sur 129 m,. Il est « le plus grand cirque d'Afrique » et permet l'accueil de 60 000 à 70 000 spectateurs selon Samir Aounallah. Selon Adeline Pichot, sa contenance est de 40 000 à 45 000 spectateurs. Ce type d'édifice est l'apanage des « grandes et riches villes », de nombreuses cités possédant des aménagements plus sommaires, comme à Dougga où les courses se déroulent dans un champ.
La mosaïque du cirque de Carthage, comme pour d'autres œuvres permettant la « confrontation de l'image avec la réalité archéologique », possède selon Fabricia Fauquet « un rapport certain avec la réalité des édifices ». Selon Jean-Claude Golvin et Fauquet, il faut « accorder plus de foi aux images antiques » car leurs informations sont « crédibles ». La mosaïque montre la spina, élément du cirque de Carthage qui n'a pas été fouillé. Le cirque comporte une statue de Cybèle sur un lion : en Afrique, Cybèle est assimilée à Cælestis, « déesse par excellence de l'Afrique romaine, héritière de la Tanit carthaginoise » selon l'interpretatio romana. Cette œuvre, ainsi que la mosaïque de Silin, garde le souvenir de la forme de cet édifice. La statue est au milieu de la spina et aucun fragment de l'œuvre ne conserve de trace d'un éventuel obélisque, élément présent ailleurs sauf en Afrique. Le nombre d'éléments présents ou restitués sur la mosaïque devait être proche de ceux présents sur l'édifice, cinq éléments ayant été retrouvés au cirque de Maxence et six à Mérida. La mosaïque du cirque de Carthage est également un exemple unique, au moment de sa découverte, d'une représentation de velum dans une mosaïque de cirque, selon une partie des spécialistes,, thèse qui a été dénoncée depuis.
Cette œuvre se rapproche aussi d'une tradition artistique qui désire « l'illustration de la réalité », et s'oppose au courant issu de l'art hellénistique qui prévaut jusqu'alors selon Mohamed Yacoub, la « tradition cultivée » du début du IIIe siècle. Les représentations des « multiples aspects de la vie de tous les jours » sont à partir de là de mise et seront largement représentés dans l'école de mosaïque de l'Afrique romaine.

#### Ouvrages généraux
- Samir Aounallah, Carthage : archéologie et histoire d'une métropole méditerranéenne, 814 avant J.-C.-1270 après J.-C., Paris, CNRS Éditions, 2020, 240 p. (ISBN 978-2-271-13471-4). .
- Aïcha Ben Abed-Ben Khedher, Le musée du Bardo : une visite guidée, Tunis, Cérès, 1992, 76 p. (ISBN 978-9973-700-83-4).
- (en) Katherine Dunbabin, The Mosaics of Roman North Africa : Studies in Iconography and Patronage, Oxford, Clarendon Press, 1978, 303 p. (ISBN 978-0-19-813217-2).
- Abdelmajid Ennabli, Carthage : les travaux et les jours, Paris, CNRS Éditions, 2020, 493 p. (ISBN 978-2-271-13115-7). .
- Fabricia Fauquet, Le cirque romain : essai de théorisation de sa forme et de ses fonctions (thèse de doctorat en histoire, langues et littératures anciennes), Bordeaux, Université de Bordeaux III, 2002, 534 p. (lire en ligne). .
- Paul Gauckler, Inventaire des mosaïques de la Gaule et de l'Afrique, vol. II : Afrique proconsulaire (Tunisie), Paris, Ernest Leroux, 1910, 352 p.
- Jean-Claude Golvin et Fabricia Fauquet, « Les images du cirque de Carthage et son architecture, essai de restitution », dans Jean-Pierre Bost, Jean-Michel Roddaz et Francis Tassaux (dir.), Itinéraire de Saintes à Dougga : mélanges offerts à Louis Maurin, Bordeaux, Ausonius, coll. « Mémoires » (no 9), 2003 (ISBN 2-910023-41-9), p. 283-299. .
- Jean-Claude Golvin, Le stade et le cirque antiques : sport et courses de chevaux dans le monde gréco-romain, Lacapelle-Marival, Archéologie Nouvelle, 2012, 137 p. (ISBN 978-2-9533973-7-6). .
- Roger Hanoune, « Trois pavements de la Maison de la course de chars à Carthage », Mélanges de l'École française de Rome, vol. 81-1,‎ 1969, p. 219-256 (lire en ligne, consulté le 16 mars 2022).
- M'hamed Hassine Fantar, Samir Aounallah et Abdelaziz Daoulatli, Le Bardo, la grande histoire de la Tunisie : musée, sites et monuments, Tunis, Alif, 2015, 229 p. (ISBN 978-9938-9581-1-9). .
- John H. Humphrey, Roman circuses : Arenas for Chariot Racing, Berkeley, University of California Press, 1986, 703 p. (ISBN 978-0-520-04921-5, lire en ligne).
- Adeline Pichot, « Jeux et spectacles en Afrique romaine », Chronozones, vol. 11,‎ 2005, p. 4-9 (lire en ligne, consulté le 29 mars 2022). .
- Hédi Slim, Ammar Mahjoubi, Khaled Belkhodja et Abdelmajid Ennabli, Histoire générale de la Tunisie, vol. I : L'Antiquité, Paris, Maisonneuve et Larose, 2003 (ISBN 978-2-7068-1695-6).
- Hédi Slim et Nicolas Fauqué, La Tunisie antique : de Hannibal à saint Augustin, Paris, Mengès, 2001, 259 p. (ISBN 978-2-85620-421-4). .
- Jean-Paul Thuillier, « Agitator ou sparsor ? À propos d'une célèbre statue de Carthage », CRAI, vol. 143, no 4,‎ 1999, p. 1081-1106 (lire en ligne, consulté le 3 mai 2020).
- Mohamed Yacoub, Le Musée du Bardo : départements antiques, Tunis, Agence nationale du patrimoine, 1993, 294 p. (ISBN 978-9973-917-12-6). .
- Mohamed Yacoub, Splendeurs des mosaïques de Tunisie, Tunis, Agence nationale du patrimoine, 1995, 421 p. (ISBN 9973-917-23-5). .

#### Travaux sur la mosaïque ou sur la maison
- Léopold-Albert Constans, « Mosaïque de Carthage représentant les jeux du cirque », Revue archéologique, vol. 3,‎ 1916, p. 247-259 (ISSN 0035-0737). .